# 索馬利亞內戰 (2009年至今)
索馬利亞內戰（2009年至今）是索馬利亞內戰的持續階段，主要集中在索馬利亞南部和中部。衝突始於2009年1月下旬，目前的衝突主要是在非洲聯盟維和部隊協助下的索馬利亞聯邦政府部隊和與蓋達組織結盟的青年黨武裝分子之間。